# 妖精の王
「妖精の王」（ようせいのおう、The King of the Elves）は、フィリップ・K・ディックによる短編小説である。邦題は「小人の王」「矮人の王」もある。『ビヨンド・ファンタジー・フィクション』1953年9月号で初掲載された。

## ストーリー
シャデラク・ジョーンズ老人は、コロラド州のデリーヴィルでガソリンスタンドを営んでいた。そこは高速道路ができたことで衰退してしまった旧道沿いの町だった。ある雨の日、ジョーンズは店の前に立つ弱ったエルフを見つける。

## 映画化
2008年4月、ウォルト・ディズニー・アニメーション・スタジオズは、『King of the Elves』の題で3Dアニメーション映画化を発表した。当初は『ブラザー・ベア』のアーロン・ブレイズとボブ・ウォーカーが監督し、チャック・ウィリアムスが製作する予定であった。
当初、2012年公開が予定されていたが、2009年12月に企画が保留されていることが報じられた。2010年7月、『King of the Elves』の企画が再開されており、『ボルト』のクリス・ウィリアムズが監督することが報じられた。2011年6月、マイケル・マーコウィッツが新たに脚本を執筆していることが判明した。